# Hutte de terre

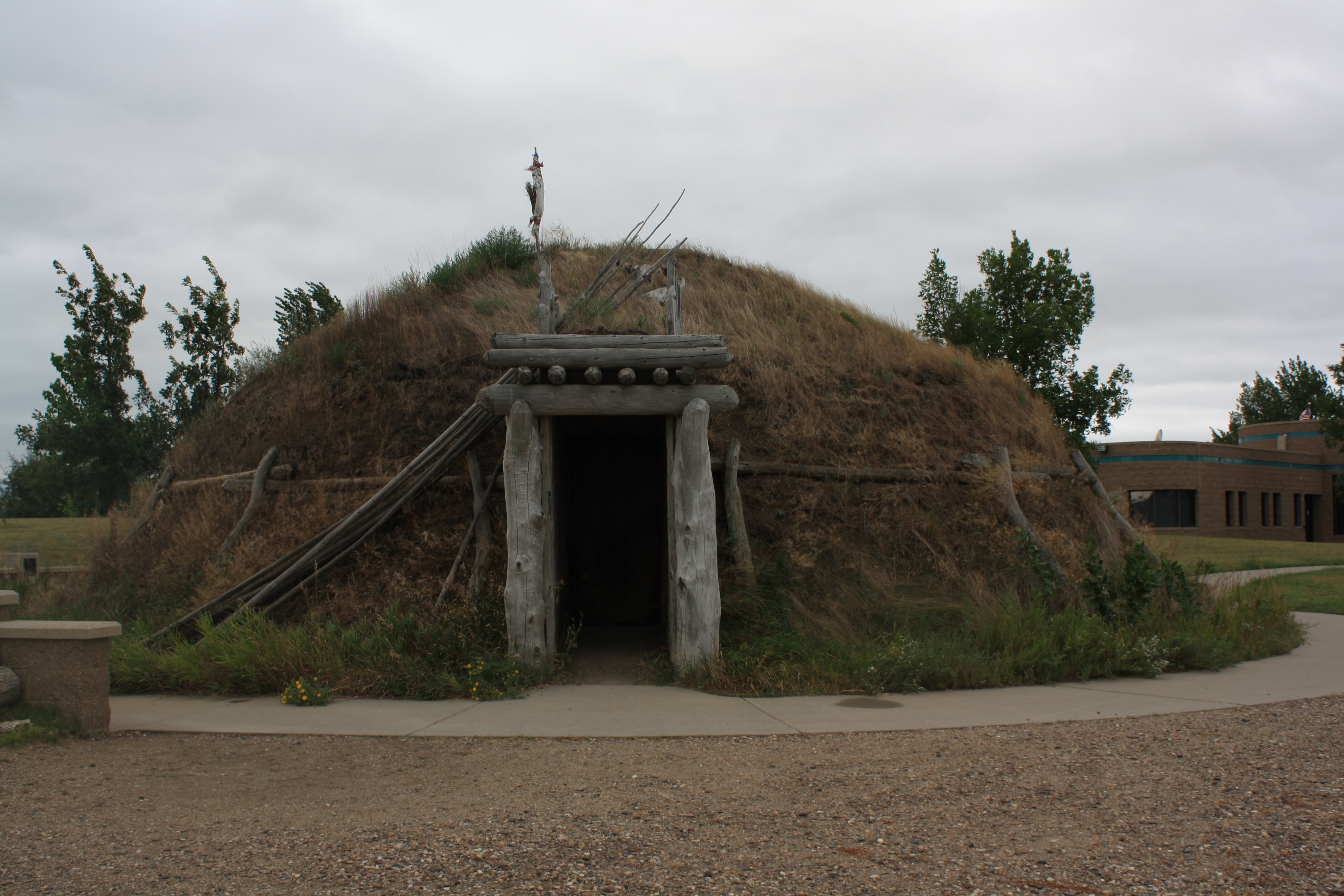
Reconstitution d'une hutte de terre au site historique national de Knife River Indian Villages

Une hutte de terre est une habitation semi-souterraine recouverte partiellement ou complètement de terre que l'on peut trouver chez les Amérindiens des Grandes Plaines ou des forêts de l'est des États-Unis et du Canada.